# فريدريك مارتن (سياسي)
فريدريك مارتن (بالإنجليزية: Frederick Martin)‏ هو سياسي بريطاني (وحمل سابقاً جنسية المملكة المتحدة لبريطانيا العظمى وأيرلندا)، ولد في 23 أكتوبر 1882، وتوفي في 18 يناير 1950. حزبياً، نشط في حزب العمال والحزب الليبرالي. في الانتخابات العامة في المملكة المتحدة 1922 ‏، انتخب عضو برلمان المملكة المتحدة الـ32 عن دائرة Aberdeen and Kincardine East (UK Parliament constituency) ‏ (15 نوفمبر 1922 – 16 نوفمبر 1923) وفي الانتخابات العامة في المملكة المتحدة 1923 ‏، انتخب عضو برلمان المملكة المتحدة الـ33 عن دائرة Aberdeen and Kincardine East (UK Parliament constituency) ‏ (6 ديسمبر 1923 – 9 أكتوبر 1924).